# Le Perroquet de Mickey
Pour plus de détails, voir Fiche technique et Distribution.
Le Perroquet de Mickey (Mickey's Parrot) est un court-métrage d'animation américain des studios Disney, sorti le 9 septembre 1938 avec Mickey Mouse et Pluto.

## Synopsis
Mickey écoute chez lui les informations à la radio en compagnie de son chien Pluto. Il entend qu'un meurtrier s'est évadé et court dans la ville. L'évadé possède un perroquet parlant qui se promène au même moment dans le sous-sol de chez Mickey. Pensant entendre le propriétaire du perroquet et non l'animal, Mickey prend peur.

## Fiche technique
- Titre original : Mickey's Parrot
- Titre français : Le Perroquet de Mickey
- Série : Mickey Mouse
- Réalisation : Bill Roberts
- Production : Walt Disney, John Sutherland
- Société de production : Walt Disney Productions
- Société de distribution : RKO Radio Pictures
- Format : Couleur (Technicolor) - 1,37:1 - Son mono (RCA Photophone)
- Durée : 8 min
- Langue : (en)
- Pays de production :  États-Unis
- Date de sortie : 
  - États-Unis : 9 septembre 1938[1]

## Voix originales
- Walt Disney : Mickey Mouse
- Pinto Colvig : Pluto

## Voix françaises
- Roger Carel : la voix de la radio
- Jean-Paul Audrain : Mickey Mouse

## Titre en différentes langues
- Suède : Musse Piggs papegoja

Source : IMDb